# Integrale di linea di seconda specie
In analisi matematica e calcolo integrale e vettoriale un integrale di linea di seconda specie è un integrale di una funzione vettoriale reale o complessa, assegnato lungo una curva. Talvolta l'integrale è anche detto lavoro lungo una curva del campo vettoriale considerato.
Per l'integrale di linea di seconda specie valgono le proprietà tipiche degli integrali, come la linearità, l'additività e la monotonia.

## La curva regolare
Una curva, in forma parametrica, è una funzione vettoriale di una sola variabile {\displaystyle \phi (t):I=[a,b]\subseteq \mathbb {R} \to \mathbb {R} ^{3}} del tipo: 
{\displaystyle \phi (t)=(\phi _{1}(t),\phi _{2}(t),\phi _{3}(t))\ }
Si può scrivere anche:
{\displaystyle \phi (t):{\begin{cases}x=\phi _{1}(t)\\y=\phi _{2}(t)\\z=\phi _{3}(t)\end{cases}}}
La variabile {\displaystyle t\in I} si chiama parametro. Una curva è una funzione di classe {\displaystyle C^{1}\ } in un intervallo se le funzioni {\displaystyle \phi _{1}(t)\ }, {\displaystyle \phi _{2}(t)\ } e {\displaystyle \phi _{3}(t)\ } hanno derivate continue in tale intervallo. Una curva {\displaystyle C^{1}\ } si dice regolare in un punto {\displaystyle t_{0}\ } se:
{\displaystyle \phi '(t_{0})=(\phi _{1}^{'}(t_{0}),\phi _{2}^{'}(t_{0}),\phi _{3}^{'}(t_{0}))\neq (0,0,0)}
e regolare in {\displaystyle I\ } se ciò vale in ogni punto di {\displaystyle I\ }. Un punto in cui si abbia {\displaystyle \phi '(t_{0})=(0,0,0)\ } si dice punto singolare per la curva.
Una curva nello spazio si dice semplice se non si interseca con se stessa, ovvero se per ogni {\displaystyle t_{1}\neq t_{2}\in I} si ha {\displaystyle \phi (t_{1})\neq \phi (t_{2})}. La regolarità della curva permette di definire la retta tangente alla curva, che è la retta parallela al vettore:
{\displaystyle \phi '(t_{0})=(\phi _{1}^{'}(t_{0}),\phi _{2}^{'}(t_{0}),\phi _{3}^{'}(t_{0}))}
Tale vettore è detto vettore tangente di lunghezza {\displaystyle ||\phi '(t_{0})||\ }, ed è indicato pure con {\displaystyle {\vec {T}}(t_{0})\ }. Il versore tangente è inoltre il vettore di lunghezza unitaria:
{\displaystyle {\hat {T}}(t_{0})={\frac {\phi '(t_{0})}{||\phi '(t_{0})||}}}
Data la rappresentazione parametrica della curva regolare, è possibile anche calcolarne la lunghezza:
{\displaystyle {\mbox{Lungh}}(\phi )=\int _{a}^{b}\left\|\phi '(t)\right\|\,\mathrm {d} t=\int _{a}^{b}{\sqrt {\phi _{1}^{'}(t)^{2}+\phi _{2}^{'}(t)^{2}+\phi _{3}^{'}(t)^{2}}}\,\mathrm {d} t}

## Il calcolo dell'integrale
Si vuole definire l'integrale {\displaystyle \int _{\Gamma }{\vec {F}}} lungo una curva regolare del campo vettoriale {\displaystyle {\vec {F}}:A\subset \mathbb {R} ^{3}\rightarrow \mathbb {R} ^{3}}, cioè:
{\displaystyle {\vec {F}}(x,y,z)=(F_{1}(x,y,z),F_{2}(x,y,z),F_{3}(x,y,z))}
Data una curva {\displaystyle \Gamma \ } definita in {\displaystyle A\ } con rappresentazione parametrica {\displaystyle \phi :[a,b]\to \mathbb {R} ^{3}} data da:
{\displaystyle \phi (t)={\begin{cases}x=\phi _{1}(t)\\y=\phi _{2}(t)\\z=\phi _{3}(t)\end{cases}}}
dove {\displaystyle t\in [a,b]\subseteq \mathbb {R} }, l'integrale di seconda specie lungo la curva {\displaystyle \int _{\Gamma }{\vec {F}}} si definisce come l'integrale di prima specie del campo scalare:
{\displaystyle f(x,y,z)={\vec {F}}(x,y,z)\cdot {\hat {T}}(x,y,z)}
ottenuto dal prodotto scalare fra il campo vettoriale da integrare e il versore tangente alla curva:
{\displaystyle \int _{\Gamma }{\vec {F}}=\int _{\Gamma }{\vec {F}}(x,y,z)\cdot {\hat {T}}(x,y,z)\,\mathrm {d} s}
Se la curva {\displaystyle \Gamma \ } è regolare e ammette la parametrizzazione mostrata, allora {\displaystyle ds\ } è l'elemento infinitesimo di lunghezza, e si può esplicitare l'integrale:
{\displaystyle \int _{a}^{b}{\vec {F}}(\phi (t))\cdot {\hat {T}}(\phi (t))\|\phi '(t)\|\,\mathrm {d} t=\int _{a}^{b}\left[F_{1}(\phi (t))\phi _{1}^{'}(t)+F_{2}(\phi (t))\phi _{2}^{'}(t)+F_{3}(\phi (t))\phi _{3}^{'}(t)\right]\,\mathrm {d} t}
Nel caso in cui la curva è piana la funzione vettoriale non dipende dalla componente {\displaystyle F_{3}\ }, e allora la precedente relazione si trasforma:
{\displaystyle \int _{a}^{b}{\vec {F}}(\phi (t))\cdot {\hat {T}}(\phi (t))\left\|\phi '(t)\right\|\,\mathrm {d} t=\int _{a}^{b}\left[F_{1}(\phi (t))\phi _{1}^{'}(t)+F_{2}(\phi (t))\phi _{2}^{'}(t)\right]\,\mathrm {d} t}

### Indipendenza dalla rappresentazione parametrica a meno del verso di percorrenza
L'integrale di linea di seconda specie così descritto è indipendente dalla rappresentazione parametrica a meno però del verso di percorrenza della curva. Infatti, per percorrenze opposte cambia il verso del versore tangente:
{\displaystyle \int _{\Gamma ^{+}}{\vec {F}}(x,y,z)\cdot {\hat {T}}(x,y,z)\,\mathrm {d} s=-\int _{\Gamma ^{-}}{\vec {F}}(x,y,z)\cdot {\hat {T}}(x,y,z)\,\mathrm {d} s}
dove con {\displaystyle \Gamma ^{+}\ } e {\displaystyle \Gamma ^{-}\ } si indicano parametrizzazioni della stessa curva con versi di percorrenza opposti. Quindi, l'integrale di linea di seconda specie (a differenza di quello di prima specie) dipende dal verso di percorrenza della curva lungo la quale si integra, e si dovrebbe perciò sempre indicare anche l'orientamento scelto sulla curva sulla quale si integra:
{\displaystyle \int _{\Gamma ^{+}}{\vec {F}}=\int _{\Gamma ^{+}}{\vec {F}}(x,y,z)\cdot {\vec {T}}(x,y,z)\,\mathrm {d} s\qquad \int _{\Gamma ^{-}}{\vec {F}}=\int _{\Gamma ^{-}}{\vec {F}}(x,y,z)\cdot {\vec {T}}(x,y,z)\,\mathrm {d} s}
La scrittura senza indicazione del verso:
{\displaystyle \int _{\Gamma }{\vec {F}}=\int _{\Gamma }{\vec {F}}(x,y,z)\cdot {\vec {T}}(x,y,z)\,\mathrm {d} s}
è sempre imprecisa, ma può accettarsi qualora si sia stabilito prima il verso di percorrenza, ad esempio se la curva {\displaystyle \Gamma \ } è stata data attraverso una parametrizzazione specifica. Per questo queste precisazioni sono spesso omesse, pur essendo necessarie.

## Circuitazione
Qualora la curva sulla quale si integra sia chiusa si parla di circuitazione, e si indica:
{\displaystyle \oint _{\Gamma }{\vec {F}}(x,y,z)\cdot {\hat {T}}(x,y,z)\,\mathrm {d} s}
Anche in tal caso la scrittura precedente è imprecisa (perché può dar risultati di segno opposto) se non si è indicato prima il verso di percorrenza della curva.
Più corretto sarebbe distinguere:
{\displaystyle \oint _{\Gamma ^{+}}{\vec {F}}(x,y,z)\cdot {\hat {T}}(x,y,z)\,\mathrm {d} s\qquad \oint _{\Gamma ^{-}}{\vec {F}}(x,y,z)\cdot {\hat {T}}(x,y,z)\,\mathrm {d} s}
Quando la curva, come in questo caso, è chiusa di solito la convenzione per indicare l'orientamento positivo è la seguente. Per una curva piana l'orientamento positivo è quello che permette la percorrenza della curva in senso antiorario, cioè che lascia l'interno sulla sinistra (e si dice perciò levogiro o sinistrorso: ad esempio se la curva è una circonferenza ciò significa che si curva costantemente a sinistra. Si può inoltre stabilire l'orientamento di una curva chiusa giacente su una superficie orientabile (anche solo immaginata) qualora su tale superficie si sia stabilito quale sia il vettore normale uscente alla superficie uscente da essa.

## Applicazioni geometriche e fisiche
In fisica la definizione data dell'integrale di linea di seconda specie ha un senso molto pratico che giustifica pienamente la definizione di lavoro di un campo vettoriale. In effetti in varie branche della fisica si parla di lavoro come integrale di linea di seconda specie: ad esempio per campi di forze o di velocità, in cinematica e in dinamica come nei vari teoremi che coinvolgono il lavoro: Teorema dell'energia cinetica e Legge di conservazione dell'energia, ma anche in Elettromagnetismo quando si parla di campi elettrici e magnetici.

## Campi conservativi e approfondimenti
Particolare importanza ha il caso in cui il campo di forze è conservativo, in tal caso l'integrale di linea non dipende dalla curva (dalla traiettoria) seguita per andare da a a b ma solo dalle posizioni iniziali e finali. 
Inoltre in ambito matematico e fisico particolare importanza hanno questi campi e per i quali si introducono definizioni come i campi gradiente e quelli irrotazionali con strumenti del calcolo differenziale come gradiente e rotore e ai relativi potenziali scalari e vettori, a cui si rimanda per approfondimenti.
In analisi complessa il calcolo dell'integrale di linea di seconda specie è fondamentale nel teorema integrale di Cauchy e nello sviluppo dell'integrazione complessa.